# 林东贤
林东贤（1986年5月12日—）是韩国射箭运动员，是前男子單人射箭紀錄保持人。曾参加2004年、2008年和2012年三届奥运，共获得两枚金牌和一枚铜牌。
林东贤从10岁开始练习射箭，但在他17岁时视力逐渐下降，很多人觉得他不能再继续射箭这项运动，但是他自己却没有放弃。

## 外部連結
- Im Dong Hyun at the World Archery Federation